# Luikse Oorlogen
De Luikse Oorlogen waren een reeks gewapende conflicten van 1465 tot 1468 in het prinsbisdom Luik. De pro-Bourgondische Luikse prins-bisschop Lodewijk van Bourbon kreeg te maken met opstanden van zijn onderdanen, die hij neersloeg met de hulp van Karel de Stoute, vanaf 1467 de hertog van Bourgondië, die echter van de gelegenheid gebruik maakte om Luik feitelijk te veroveren. Vanuit Luik werden tezelfdertijd aanvallen ondernomen op o.a. het graafschap Namen en Rheydt.
Voorafgaand aan de Luikse Oorlogen vond er al eens een volksopstand plaats tegen de Luikse prins-bisschop Jan van Beieren van 1406 tot 1408. Na de dood van Karel de Stoute in 1477 slaagde Luik erin om haar zelfstandigheid ten opzichte van Bourgondië te herwinnen.

## Voorgeschiedenis

### Opstand tegen Jan van Beieren (1406–8)
In de jaren 1380 kreeg het huis Valois-Bourgondië vaste voet aan de grond in de Nederlanden. Ten eerste volgde Filips de Stoute de graaf van Vlaanderen-Artesië op (1384). Ten tweede verbond het Dubbelhuwelijk van Kamerijk (1385) zijn geslacht met het huis Wittelsbach, dat onder meer Holland, Henegouwen en Zeeland in leen hield. Door de verkiezing van Jan van Beieren (1389) viel hieronder ook Luik. De nieuwe prins-bisschop heerste echter met harde hand en lokte zo een opstand uit (september 1406). Hij moest vluchten naar het tweeherige Maastricht. Het volk riep Hendrik van Horne uit tot momber (mambour).
De opstandelingen sloegen het beleg voor Maastricht (november 1407), maar braken het af omwille van de winter. In het voorjaar (mei 1408) werd het beleg hervat. Beieren was genoodzaakt een beroep te doen op militaire hulp van zijn familieleden: zijn zwager hertog Jan zonder Vrees van Bourgondië, zijn broer graaf Willem van Holland en zijn neef graaf Willem van Namen. Vanaf augustus moesten invallen de rebellen dwingen het beleg op te heffen. Dit bleef zonder resultaat, en in september werd een coalitieleger samengetrokken dat langs de hoofdweg Leuven–Luik (via Tienen, Brustem, Vrijheers, Vechmaal, Xendermaal en Lantin) optrok.
Vanuit Luik trok een volksleger de vijand tegemoet. Het treffen vond plaats tussen Elch (of Othée) en Herstappe; in deze Slag bij Othée (23 september) werd het volksleger verpletterd. Prins-bisschop Beieren deed inkomst te Luik op 6 oktober en liet op 24 oktober de "Sanctie van Rijsel" (Sentence de Lille) afkondigen: in het prinsbisdom zouden alle stadsrechten worden afgeschaft, stedelijke versterkingen ontmanteld, gilden ontbonden en een boete van 220.000 Franse kroon opgelegd. Pas door tussenkomst van keizer Sigismund zou de Sanctie opgeheven worden (26 maart 1417).

Et adonc les ambassadeurs du roi d'Angleterre, qui étoient venus à Paris [...] ouirent derechef nouvelles de la victoire qu'avoit eue ledit duc de Bourgogne en Liége [...] dont ils se donnèrent grands merveilles, et le nommèrent Jean-sans-Peur.
 Aldus vernamen de Engelse ambassadeurs die van Parijs kwamen de verhalen over de overwinning die de hertog van Bourgondië in het Luikse behaald had. Zij waren hierover verrukt en noemden hem "Jan zonder Vrees".
— Enguerrand de Monstrelet (±1440). Chroniques, boek 1, hoofdstuk 51.

Het snelle succes in Luik bezorgde de Bourgondische hertog ontzag in heel West-Europa, en bovenal in Frankrijk waar hij onlangs terechtstond voor de moord op Lodewijk van Orléans en in Engeland dat hem tot een anti-Franse coalitie wilde verleiden. Het was trouwens naar aanleiding van deze interventie dat hij de bijnaam "zonder Vrees" kreeg. Belangrijker is dat Luik in de invloedssfeer van Bourgondië kwam. Tien jaar later trad prins-bisschop Beieren af (1418) en werd Jan zonder Vrees vermoord (1419). Hun opvolgers, respectievelijk Jan van Heinsberg en Filips de Goede, hernieuwden het bondgenootschap (3 juni 1421). Een later Luiks-Naams conflict (1430) werd door arbitrage (1431) beëindigd.

### Oppositie tegen Bourbon; machtsgreep Raes ter Rivieren (1457-64)

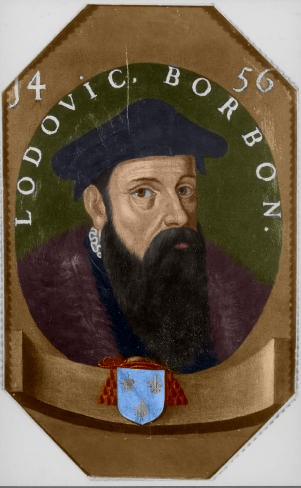
De gehate prins-bisschop Bourbon

De controle over Luik werd des te belangrijker nadat Filips het hertogdom Luxemburg innam (1443). Hij beloofde een nieuwe kruistocht en slaagde er zo in paus Calixtus III ertoe over te halen Filips' neefje Lodewijk van Bourbon tot prins-bisschop te benoemen (1455). Volk en machtshebbers voerden oppositie tegen de jonge (18 jaar) en onbekende vorst, die overigens zelden in de hoofdstad verbleef. Een overeenkomst (juli 1457) en een uitspraak van het Cour échevinale (januari 1458) bedaarden de gemoederen slechts tijdelijk. De oppositie riep Bourgondisch gezinde machtshebbers uit tot aubains oftewel "buitenstaanders". Uiteindelijk sprak Bourbon het interdict uit over zijn hoofdstad (29 oktober 1461). De oppositie schaarde zich achter Raes "ter Rivieren", landsheer van o.a. Vrijheers.
De prins keerde terug naar Luik (4 juli 1462), maar vluchtte naar Maastricht toen opnieuw aubains afgeroepen werden (13 september). Bemiddelingspogingen door Franse ambassadeurs bleven vruchteloos. Een pauselijke afvaardiging (nl. de gezant Pedro Ferriz en de bisschop Onofrio de Santa Croce) zorgde voor een verzoening en Bourbon kon Luik weer binnen (12 juni 1463). 's Anderendaags provoceerde hij echter door met Bourgondische interventies te dreigen. Algehele verontwaardiging leidde toen tot zijn afzetting. Raes en de zijnen grepen de macht.
Raes besefte dat hij zich moest indekken tegen een Bourgondische inval. In januari 1464 sloot hij een bondgenootschap met de Rijnlandse staten Gulik–Berg–Ravensberg, Keur-Keulen en de Palts. Om aan Keur-Keulen voldoening te geven, greep Raes een geschil aan om het Schloss van de grensstad Rheydt te verwoesten (juli). De militie uit Dinant begeerde meer buit en plunderde op haar terugweg ook de burcht van Lavaux-Sainte-Anne (augustus).

## Luikse Oorlogen

### Afdwinging Vrede van St.-Truiden door Karel de Stoute (1465)
De alleenheerschappij van Raes veroorzaakte ook ontevredenheid. Sommigen uit de adel en de clerus verzochten Bourbon zelfs om terug te keren, maar Bourbon ging hier niet op in. Fastré Baré Surlet, de landsheer van Chokier, dwong Raes om verkiezingen van een momber te organiseren. Het Paleis benoemde Mark van Baden (25 maart 1465). Die aanvaardde de functie en werd geestdriftig ontvangen in de Goede Steden (april en mei). Vanuit de Bourgondische Nederlanden kon niet gereageerd worden, want de Bourgondische erfprins en opperbevelhebber Karel de Stoute was verwikkeld in zijn veldtocht op Parijs.
Koning Lodewijk XI van Frankrijk wilde de Luikenaren inlijven in zijn anti-Bourgondische alliantie en sloot een associatieverdrag (17 juni). Hij beloofde de opstand militair te ondersteunen en bij de paus aan te dringen op de aanstelling van Mark van Baden als prins-bisschop. In ruil daarvoor moesten de Luikenaren de Bourgondische landen aanvallen. Dit deden ze ook; doelwitten waren o.a. Bouvignes-sur-Meuse, Fallais en de Landen van Overmaas. Ook vielen ze Hoei aan, de enige Luikse stad waar de bevolking trouw was gebleven aan Bourbon. Deze verbleef hier sinds 10 april en ontvluchtte de stad op 15 juli.
Het momentum keerde zich echter tegen de opstandelingen. Mark van Baden besefte dat de paus het gewelddadige nieuwe bewind onmogelijk zou erkennen en trad af. Erfprins Karel kreeg door de Vrede van Conflans zijn handen vrij. Hertog Filips stelde alvast een leger samen en plunderde de grensstreek. De Luikenaren werden ertoe verleid het versterkte Montenaken te verlaten en werden verslagen (Slag bij Montenaken). Filips bood onderhandelingen met Luik (niet met Dinant) aan, maar de Luikenaren wilden alleen tijd winnen. Toen de winter naderde, viel Karel via de hoofdweg Leuven–Luik binnen. Al snel werden toen de voorwaarden van de Vrede van Sint-Truiden overeengekomen. Desondanks zou Karel tot Vechmaal vorderen vooraleer de Staten de vredesbepalingen aanvaardden (22 januari 1466): ze zwoeren trouw aan Filips en erkenden Bourbon.

### Verwoesting Dinant en hernieuwing Vrede van St.-Truiden (1466)

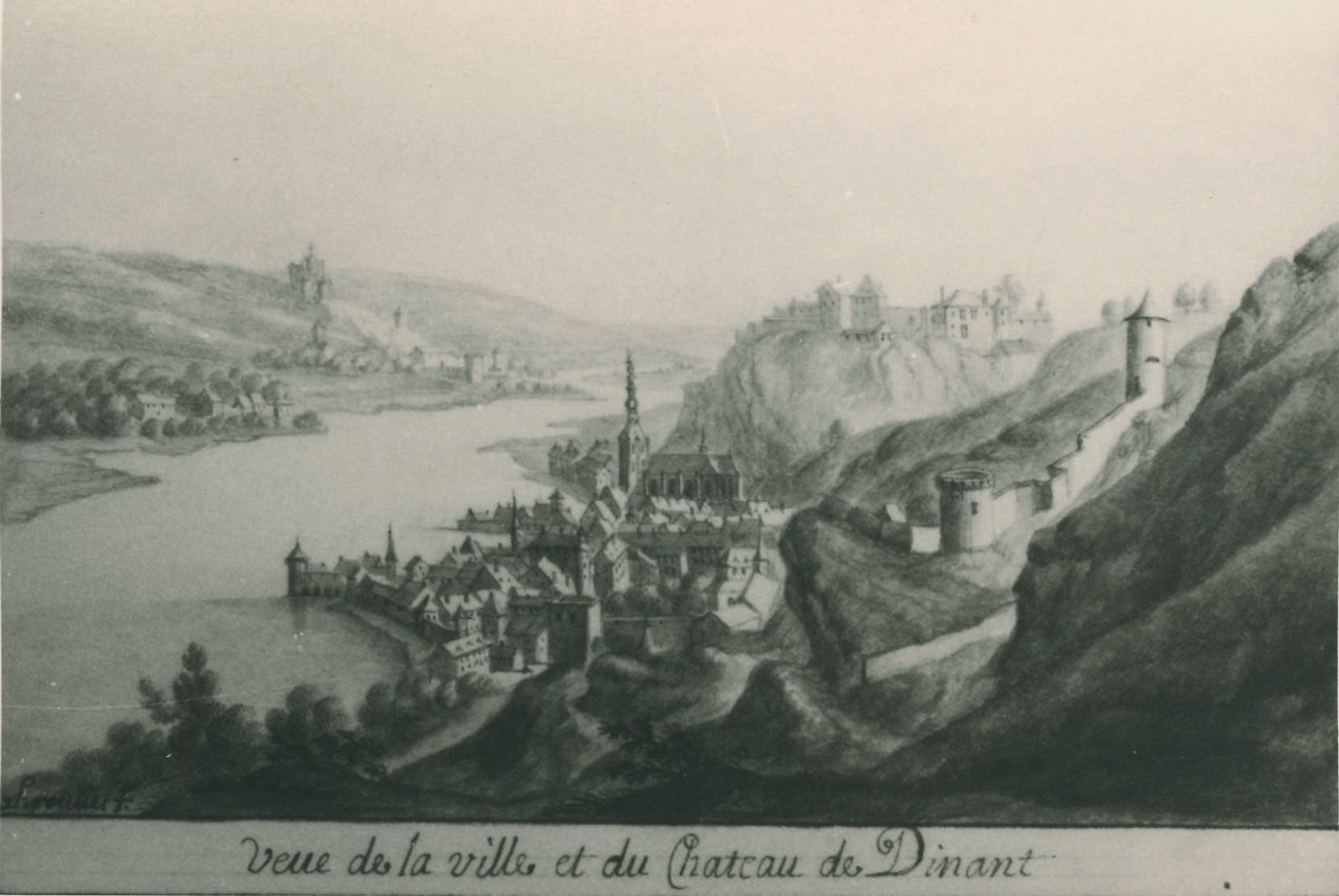
Dinant (midden) en Bouvignes (links) omstreeks 1735

Het vredesverdrag had weinig uitwerking. Bourbon weigerde zich te verzoenen met het volk, ondanks aandringen van Filips. Hij zetelde in het Bourgondisch gezinde Hoei, waar de beweging Locum de rebellen weer had verdreven. In de andere steden was de oppositie nog steeds aan de macht. De status quo hield ook aan doordat paus Paulus II de Vrede van St.-Truiden niet erkende: ze taste de onafhankelijkheid van het prinsbisdom aan. De oppositie organiseerde zich door de oprichting van de Groene Tent. Tot slot verbonden alle Goede Steden, met uitzondering van Hoei, Maastricht en St.-Truiden, zich ertoe Bourgondisch gezinde machtshebbers te verdrijven (23 maart).
Dinant werd uitgesloten van het vredesverdrag omdat Filips wilde afrekenen met de stad van waaruit vele aanvallen ondernomen werden. Ondanks zijn ouderdom ging hij in hoogsteigen persoon mee op deze veldtocht. Op 16 augustus bereikte Karels leger de vijandige stad. Een uitval werd afgeslagen en Dinant viel. De stad werd verwoest en alle inwoners gedood.

Le huitiesme jour d'après furent pris d'assaut après avoir esté bien batus, et n'avoient leurs amis loisir de penser s'ils leurs ayderoient. Ladite ville fut prise et rasée, et les prisonniers, jusques à huit cens, noyés devant Bouvines, à la grande requeste de ceux dudit Bouvines. Je ne sçay si Dieu l'avoit ainsi permis, pour leur grande mauvaistié; mais la vengeance fut cruelle sur eux.
 Acht dagen na zwaar verslagen te zijn werden [de inwoners van Dinant] aangevallen. Bondgenoten dachten er niet aan bijstand te bieden. De stad werd ingenomen en met de grond gelijkgemaakt. De bijna achthonderd gevangenen werden verdronken [aan de Maasoever] voor Bouvignes, op verzoek van hen uit Bouvignes. Ik weet niet of God het zo gewild heeft, gezien het grote kwaad, maar de vergelding op hen was verschrikkelijk.
— Philippe de Commynes (±1490). Mémoires, boek 2, hoofdstuk 1.

Na de zege op Dinant trok Karel noordwaarts om de naleving van de Vrede van St.-Truiden af te dwingen. Via Montenaken (4 september) en Borgworm (7 september) trekt hij naar de hoofdweg Leuven–Luik. Om de brug over de Jeker af te schermen, groeven de Luikse troepen zich in buiten Lauw. Tot een veldslag kwam het net niet; men sloot de Vrede van Liek (10 september) die voortbouwde op de Vrede van St.-Truiden. Een gouverneur (indertijd "opperbevelhebber") moest nieuwe onlusten tegengaan: Gewijde van Humbercourt. Bovendien werden 300 gijzelaars aangeduid, die onder Bourgondische controle moesten blijven en in geval van nieuwe vijandigheden terechtgesteld worden.

### Bezetting Luik en machtsinperking van het prinsbisdom (1467)
Intern bleef grote onvrede bestaan. Bovendien werden de opstandelingen opgeruid door koning Lodewijk. In juni 1467 overleed Filips. De Luikenaren zagen hun kans schoon Bourgondië opnieuw aan te vallen, ondanks de gijzelaars die aangeduid werden. Eerst voerden ze plunderingen uit in Brabant en Limburg. Vervolgens verenigden zich de milities van de Loonse steden, geleid door Raes "ter Rivieren" en diens echtgenote Pentecosta van Grevenbroek, en de milities van de Luikse steden, geleid door Jan "de Wilde", met als doel de prins-bisschop in Hoei te vatten. In de nacht van 16 op 17 september maakten ze zich meester van de stad, maar Bourbon weet te ontsnappen en vond zijn toevlucht aan het Paleis op de Koudenberg.
Karel de Stoute, nu hertog, verzamelde al sinds juli een leger en dit kwam in oktober in beweging. Op aandringen van Humbercourt liet Karel de gijzelaars vrij, in de hoop dat de Luikenaren door dit gebaar meer bereid zouden zijn tot toegevingen. Toenadering vond echter niet plaats. Het leger bereikte Hoei (22 oktober), maar de stad was onneembaar. Het trok dan noordwaarts om St.-Truiden te belegeren. Het beleg duurde nog maar drie dagen wanneer een Luiks leger de stad kwam ontzetten. De Slag bij Brustem (28 oktober) kon het beleg echter niet breken en ook drie uitvallen boden geen redding. St.-Truiden gaf zich over, en later ook Tongeren (6 november).
Niets weerhield Karel ervan door te stoten naar de hoofdstad. De Luikenaren discussieerden of hun stad bestand was tegen de Bourgondische troepenmacht. Zij die vrede wilden stuurden gezanten naar de prins-bisschop en naar de hertog, en zelfs 300 prominenten die zich onderwierpen aan de hertog en hem smeekten de stad te sparen van plundering en brand. Anderzijds waren er de rebellen die tegen elke prijs wilden standhouden en die de stadsmuren weigerden te ontruimen. Volgens een ooggetuige kon de stad wel degelijk weerstaan aan het offensief:

Or faut-il entendre qu'en ce temps là, Liége estoit une des plus puissantes villes de la contrée (après quatre ou cinq) et des plus peuplées [...] Ils n'avoient aucune nécessité de nuls biens: et si estoit en fin cœur d'hyver, et les plus grandes pluyes qu'il est possible de dire, et le païs de soy tant fangeux et mol qu'à merveilles; et si estions en grand' nécessité de vivres et d'argent; et l'armée comme toute rompue. Et si n'avoit ledit seigneur duc de Bourgongne, nulle volonté de les assiéger, et aussi n'eust-il sçu; et quand ils eussent attendu deux jours à eux rendre, par cette voye il s'en fust retourné.
 Tegelijkertijd moet men beseffen dat Luik op dat moment de op vier of vijf na rijkste en grootste stad van de Nederlanden was. Haar inwoners behoefden niets, maar [voor ons] was het hartje winter, was er de zwaarst denkbare regenval, was de bodem ongelooflijk modderachtig, waren wij in grote nood aan proviand en geld, was het leger totaal gedemoraliseerd. Nu had [bovendien] de hertog geen bereidheid hen te belegeren, en overigens kon hij dit onmogelijk doen. Als de Luikenaren twee dagen gewacht hadden vooraleer zich over te geven, in zo'n geval was hij [dus] teruggekeerd.
— Philippe de Commynes (±1490). Mémoires, boek 2, hoofdstuk 3.

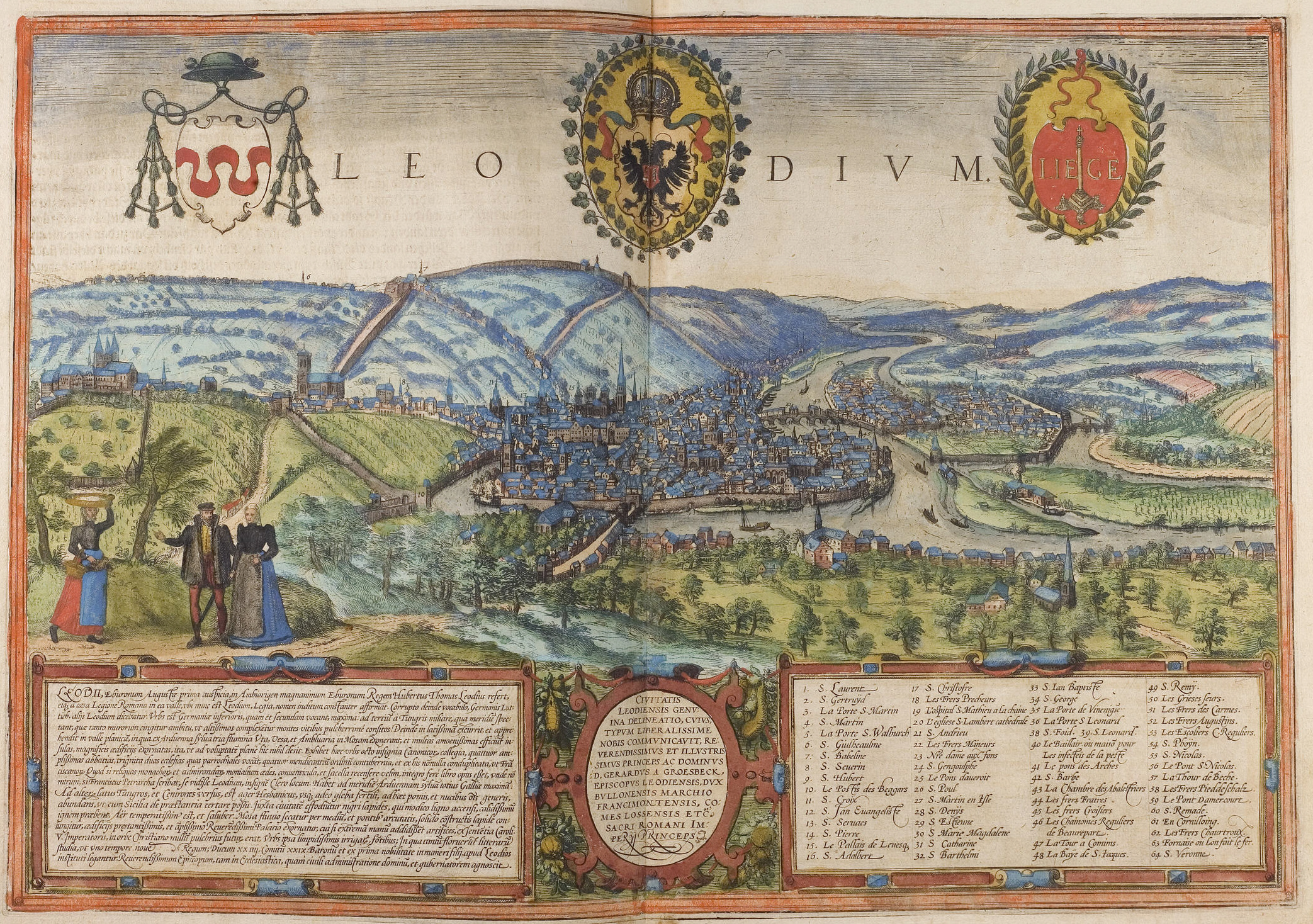
Luik in 1572

Ook Humbercourt besefte dat de overwinning spoedig moet komen. Hij kwam met het idee de Luikenaren bezig te houden met vredesvoorstellen totdat ze zo uitgeput raken dat ze instemmen met een vredesproces. 's Anderendaags kwamen enkele van de gijzelaars melden dat deze methode gewerkt had. Nadat Humbercourt gezworen had dat de stad geplunderd noch platgebrand zal worden, ontruimde men vier stadspoorten. Bourgondische wachten namen prompt de stadspoorten in en hijsten er de Bourgondische vaandels. Raes ter Rivieren, Jan de Wilde en hun gevolg waren bij nacht gevlucht.
De volgende dag deed de hertog triomfantelijk intrede. Op 18 november legde hij zijn vredesbepalingen op. Het belangrijkste is dat de hertogen van Brabant voortaan avoués suprêmes et gardiens (procureur en beschermheer) zijn. Jaarlijks moeten de schepenen van de stad hem trouw zweren. Oude bestuurlijke en gerechtelijke organen worden afgeschaft en vervangen door één in Maastricht. De kerkelijke macht over Brabant en Namen wordt verloren aan Leuven resp. Namen. Bourbon, de clerus en de paus verzetten zich tegen deze benadelingen van de Luikse Kerk. Opnieuw wordt bisschop Onofrio uitgezonden.

### Verwoesting Luik en inlijving prinsbisdom (1468)

#### Bourbon wordt gevat en sluit vrede
Twee factoren hinderen Onofrio's bemiddelingen: Karel verbood Bourbon om toegevingen te doen, koning Lodewijk ruide de opstandelingen op en zegde hen opnieuw militaire steun toe. Het vredesproces werd verstoord wanneer bannelingen zoals Jan de Wilde, Gozewijn van Streel en Vincent van Buren weer in Luik kwamen (9 september 1468). Het Bourgondische garnizoen ontvluchtte de stad, die zo opnieuw ten prooi viel aan de opstand. Karel werd opgehouden in Péronne, maar stuurde alvast een leger onder leiding van Humbercourt. Op 8 oktober trok deze Tongeren binnen, waar op dat moment Bourbon en Onofrio hun vredesbesprekingen hielden.
De opstandelingen zagen de gelegenheid om Humbercourt en Bourbon te onderscheppen en sloegen erin Tongeren bij nacht in te nemen. 's Ochtends (9 oktober) vroegen de rebellen een verscholen Bourbon nogmaals om een einde te maken aan zijn Bourgondische koers. Bourbon kon alleen maar instemmen met hun verzoeken. Humbercourt werd uitgestuurd om Karel op de hoogte te brengen van deze verzoening. Bourbon arriveerde op 11 oktober in Luik en ondertekende de vredesvoorwaarden. Jan de Wilde werd plechtig aangesteld tot vicillus van het prinsbisdom.

[...] inquiunt [...] "Episcopum, nostrum dominum, habere cupimus ut noster dominus sit et non aliorum servus, et defendat nos ab inimicus nostris: pro quo bona, corpora et vitam exponere parati sumus." [...] Tunc legatus repente introgressus, episcopum secum ad brachia trahens, illum eis ex[h]ibuit tanto ardore visere han[h]elantibus; sequutus est illico ingens et jocundus omnium clamor: "Vivat, vivat princeps noster episcopus Leodiensis!"
 De Luikenaren vroegen: "De prins-bisschop, onze meester, wij verlangen te bekomen dat hij onze meester is en niet de slaaf van vreemden. En dat hij ons tegen onze vijanden beschermt. Voor zulks zijn we bereid ons bezit, ons bloed en ons leven op het spel te zetten." [...] Vervolgens stapte de gezant naar binnen, trok de prins-bisschop aan de arm naar buiten, toonde hem aan zij [die] met veel enthousiasme verlangden hem te zien – uitzinnig en gelaten geroep van allen is dan gevolgd: "Leve onze prins, de prins-bisschop van Luik!"
— Onofrio (±1468). De rebus in [...] civitatis Leodiensis excidio com[m]entarium, Responsio legati ad capitaneos.

#### Karel weigert te onderhandelen en verwoest Luik

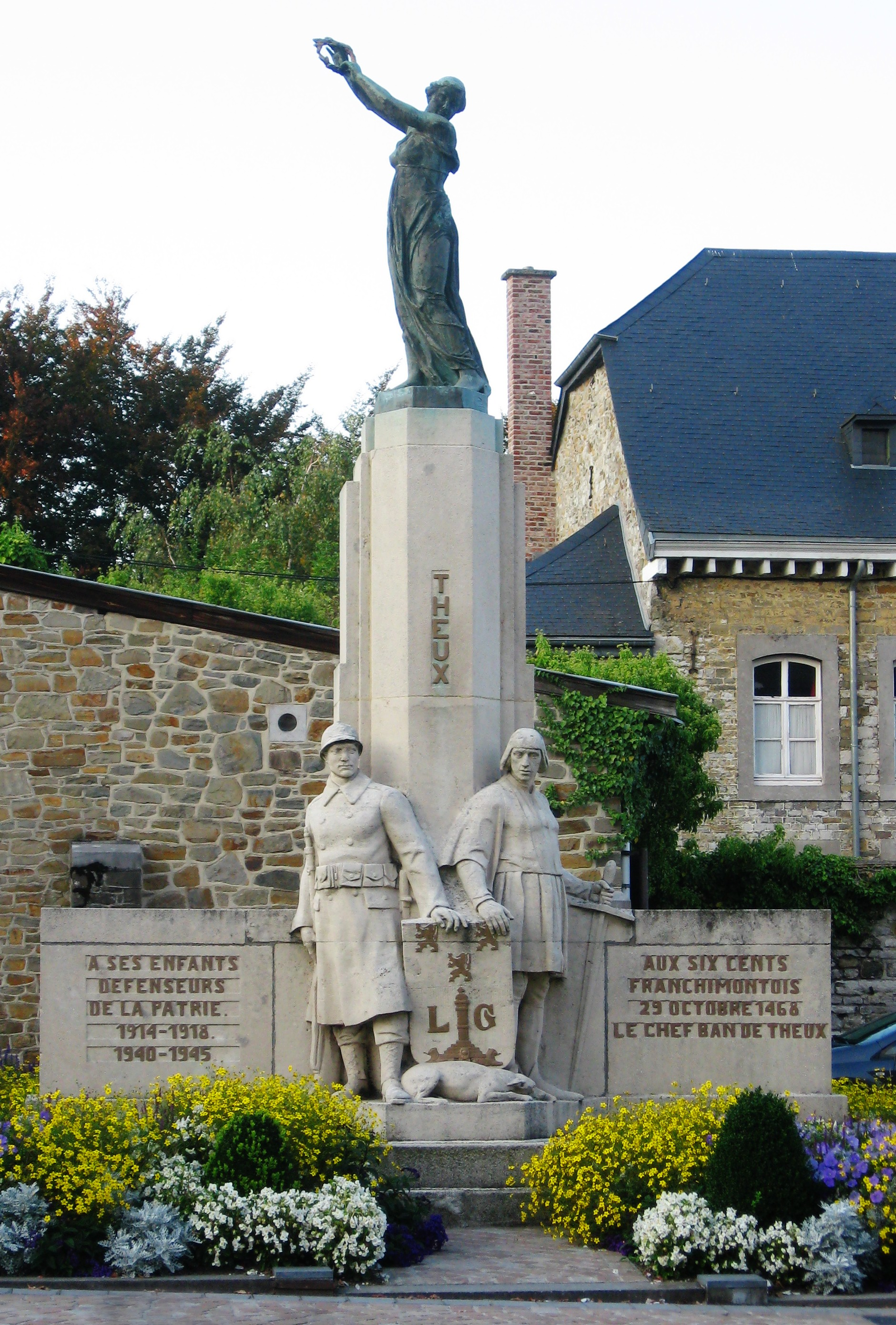
Monument voor de 600 Franchimontezen, in Theux

Wanneer het nieuws over Tongeren te Péronne aankomt (12 oktober), gaat de hertog ervan uit dat Humbercourt en Bourbon gedood zijn. Hij beschuldigt koning Lodewijk ervan dat deze hem daar opzettelijk ophield. Hij laat de poorten van de stad dagenlang sluiten totdat de koning, uit vrees voor eigen leven, het Verdrag van Péronne ondertekent. Hiermee zegt hij formeel de Luikse opstand niet te steunen en zelfs deel te nemen aan de veldtocht. De hertog gaat niet in op het verzoek om met Luik te onderhandelen, maar stuurt meteen zijn maarschalk Neufchâtel. Deze plundert Haspengouw vanaf 15 oktober.
De Luikenaren trachten zijn opmars te stuiten (Elch en Lantin, 22 oktober), maar worden afgeslagen. De hertog, zelf nog maar 25 km verwijderd, beveelt de maarschalk alvast de stad binnen te trekken, doorheen de sinds vorig jaar vernielde stadsmuren bij St.-Léonard (26 oktober). Zijn troepen zijn echter uit op plunderen en worden verrast door de nacht; Jan de Wilde kan zo een succesvolle uitval doen, hoewel hij hierbij zelf dodelijk verwond wordt. Twee nachten later (28-29 oktober) doen ook 600 Franchimontezen bij Ste.-Walburge een uitval, en ze slagen bijna in hun opzet tot bij de hertog en de koning te geraken. Hierbij laten echter allen het leven en de stad telt geen strijders noch leiders meer.
Op de 29e onderneemt niemand aanvallen. De 30e is een zondag dus rustdag, vanwaar de Luikenaren zich niet verwachten aan een actie. Toch beveelt Karel bij het ochtendgloren de inval. De Bourgondiërs trekken dan ook een onverdedigde stad binnen; al wie niet vluchtte, is nog aan het slapen of ontbijten. Tegen de middag is de stad geplunderd en het volk, verscholen in huizen en kerken, gevangengenomen. Begin november worden de gevangenen verdronken en wordt de stad met de grond gelijkgemaakt.

Avant qu'il partist de la dite cité furent noyés en grand nombre les pauvres gens prisonniers qui avoient esté trouvés cachés ès maisons [...] Outre fut délibéré de faire brusler ladite cité [...] à trois fois, et furent ordonnés trois ou quatre mille homme-de-pied, du païs de Luxembourg [...] pour faire cette désolation, et pour deffendre les églises.
 Voordat de hertog uit de stad vertrok, werden de arme gevangenen die in de huizen waren aangetroffen in groten getale verdronken. Daarnaast werd besloten de stad tot driemaal toe plat te branden. Drie- tot vierduizend man voetvolk uit het hertogdom Luxemburg werd bevolen die vernieling aan te richten, en om de kerken te beschermen.
— Philippe de Commynes (±1490). Mémoires, boek 2, hoofdstuk 14.

Intussen onderneemt de hertog een strafexpeditie tegen Franchimont. Bij Polleur verblijft hij een week, terwijl zijn troepen de omgeving brandschatten. Daarna verplicht de winterse koude hem de campagne vroegtijdig af te breken. Het prinsbisdom verliest zijn zelfstandigheid volledig en staat onder de strenge controle van Humbercourt. Bourbon keert pas op 3 januari 1470 terug in zijn stad. De raadkamer van Luik, eerder al verplaatst naar Maastricht, wordt ondergeschikt aan het Parlement van Mechelen. Dit alles ondanks de oorkonde waarmee keizer Frederik de rechten van het prinsbisdom bevestigt (28 oktober 1473).

## Door de dood van Karel wordt Luik weer zelfstandig (1477-92)

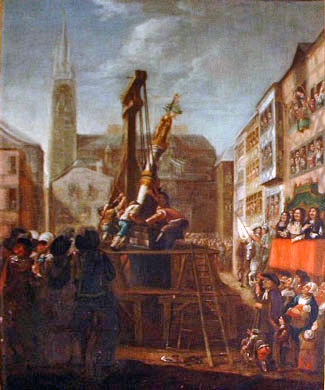
Luik herwint haar zelfstandigheid en richt opnieuw haar perroen op (1478)

Koning Lodewijk slaagt, door de Slag bij Nancy (1477), erin de Bourgondische veroveringsdrang te stuiten. De Nederlanden eisen de rechten die de gesneuvelde Karel hen ontnam terug. Hertogin Maria van Bourgondië kan haar onderdanen slechts geruststellen door akkoord te gaan met het Groot Privilege. Een maand later kondigt ze een oorkonde af (19 maart 1477) waarmee alle Bourgondische rechten over het Luikse weer aan Bourbon toekomen.
Bourbon blijft prins-bisschop totdat Willem met de Baard, een aanhanger van Humbercourt die in ongenade van Bourbon viel, Luik gewapenderhand inneemt en Bourbon vermoordt (1482). Bij de verkiezing van de volgende prins-bisschop grijpt Maximiliaan van Oostenrijk, echtgenoot van hertogin Maria, naast de benoeming (1483). Tot slot zal Maximiliaans zoon, Filips de Schone, de neutraliteit van Luik bevestigen (1492).

## Nalatenschap
Luik telt tegenwoordig nog enkele herinneringen aan de Luiks-Bourgondische Oorlogen. Bekend is de 70 m hoge trap, dicht bij de voormalige stadspoort richting Ste.-Walburge waar de 600 Franchimontezen strijd leverden, die naar Vincent van Buren werd vernoemd: de Montagne de Bueren. Verder naar het noorden werd een laan "Boulevard Jean de Wilde" gedoopt.